# カシミーロ・ゴメス・オルテガ

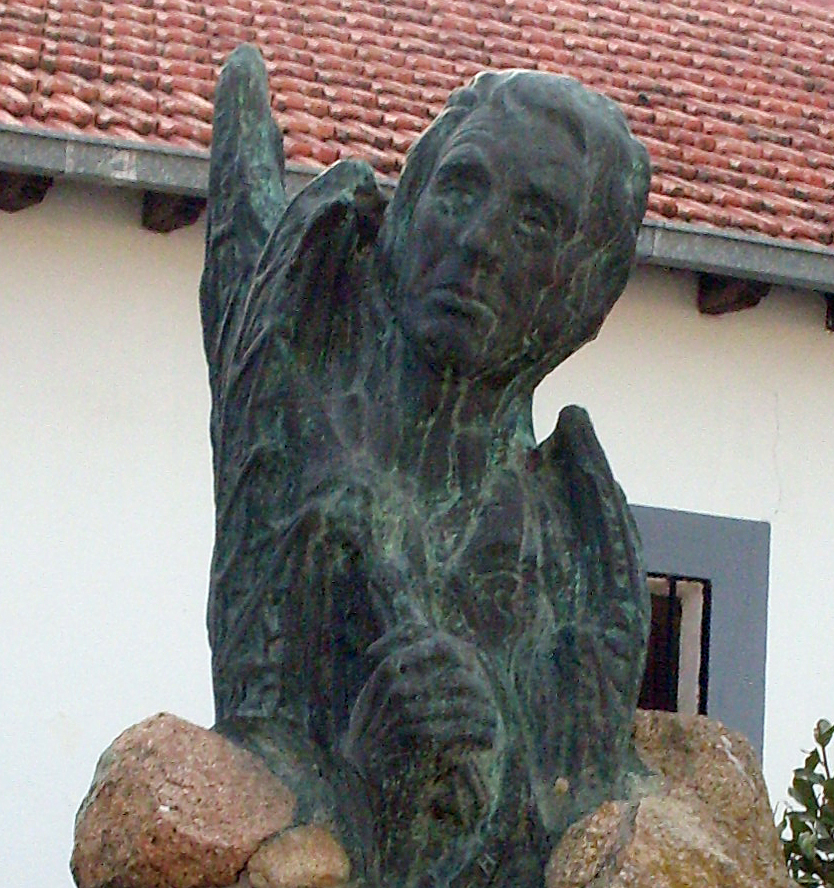
出身地にあるオルテガの胸像

カシミーロ・ゴメス・オルテガ（スペイン語: Casimiro Gómez Ortega、1741年3月4日 - 1818年8月30日）は、スペインの医師、植物学者、薬学者、著述家である。マドリード王立植物園の初代の園長を務めた。

## 略歴
現在のトレド県にあるアニョベル・デ・タホに生まれた。母方のおじであるJosé Arcadio de Ortegaの援助によってマドリード、トレド、バルセロナで学び、後にオルテガ家を相続した。また、イタリアのボローニャ大学に通い、医学、薬学の博士号を得た。マドリードで薬剤師となり、知識階層のサークルに入って外国の科学者と交流し、多くの学会の会員となった。詩も作り、国王カルロス3世の王位に就任を祝う詩も作った。
マドリードに植物園を作る計画は、前王フェルナンド6世の時代からあり、カール・フォン・リンネがその監督者に望まれていた。カルロス3世の時代に植物園は実現し、1771年にオルテガは最初の王立植物園の教授に任じられた。1781年に植物園は場所を変えて拡張され、栽培される植物の種類を増やすため、マルティン・セセーの提案した中南米への大規模な調査探検にビセンテ・セルバンテスらの自分の教え子などからメンバーを選んで派遣した。1780年代の終わりから、中南米各地で調査や採集が行われた。オルテガは1801年に園長を退職した。
多くの新種植物を記載し、また多くの外国の植物学、博物学の著書をスペイン語に翻訳した。その中にはリンネの『植物哲学』(Philosophia botanica）や「ロンドン薬局方」、ジョン・バイロンの世界周航記、アンリ＝ルイ・デュアメル・デュ・モンソーの農業書などがある。また1790年には、16世紀に薬草の採集のために新大陸に渡ったフランシスコ・エルナンデス・デ・トレドの残した資料の出版も行った。
1776年にはイギリスを訪れ、1777年には王立協会の会員に選ばれた。
チリに生育するゴモルテガ科(Gomortegaceae)の樹木の属名、Gomortegaは、ゴメス・オルテガに因んで命名された。

## 著作
- Pro Immaculata Dei Parentis Conceptione, Barcelona 1756
- Tentamen poeticum seu laudibus Caroli III Hispan. Regis carmen 1759 (zehn Jahre später erschien auch eine spanische Ausgabe)
- Cajetani Montii Philosophi & Medici Bononiensis, Botan & Hist. Natur. in Instituto Scientiarum Professor ... Oratio, Bologna 1762
- De cicuta commentarius, Madrid, Ibarra, 1763 (und spanische Ausgabe: Tratado de la naturaleza y virtudes de la cicuta, Bologna 1762)
- Tabulae botanicae in quibus classes, sectiones et genere plantarum in Institutionibus Tournefortienis tradita signoptice exhibentur..., Madrid, J. Ibarra, 1773, Neuauflage 1783 (lateinisch und spanisch)
- Instrucción sobre el modo más seguro y económico de transportar plantas vivas por mar y tierra a los países más distantes, Bologna 1779
- Historia natural de la Malagueta o pimienta de Tabasco, Madrid, J. Ibarra, 1780.
- Continuación de la flora de España o historia de las plantas de España que escribía don José Quer, ordenada, suplida y publicada, Madrid, J. Ibarra, 1784.
- Elogio histórico de Don Joseph Quer, Madrid 1784
- Caroli Linnaei botanicorum principis philosophia botánica, Madrid, Vda. e Hijo Pedro Marín, 1792.
- mit Antonio Palau Verdera: Curso elemenal de botánica teórico-práctico, Madrid, Imp. Real, 1785, 2. Auflage Madrid, Vda. e hijo de Marín, 1795.
- Novarum aut rariorum plantarum Horti Reg. Botan. Matrit. descriptionum decades, cum nunnullarum iconibus, Madrid, 1797
- Carminum libri quatuor cum nunnullarum interpretatione Hispanica, Madrid 1817